# Dorota Rabczewska
Dorota Aqualiteja Rabczewska, nota anche con lo pseudonimo di Doda o Doda Elektroda (Ciechanów, 15 febbraio 1984), è una cantautrice, attrice e conduttrice televisiva polacca, considerata una delle cantanti polacche più famose sia in patria che all'estero.

## Biografia
È nata da Wanda Rabczewska e Paweł Rabczewski a Ciechanów, nella Masovia.
Da giovane ha praticato atletica leggera per quattro anni (100 metri e salto in lungo). Ha vinto i campionati regionali nei 1.000 e 600 metri e getto del peso. Ha anche vinto il bronzo nei campionati nazionali polacchi. In seguito ha abbandonato la carriera sportiva per iniziare quella di cantante. Doda ha iniziato questa carriera da adolescente, presso il Teatro Buffo a Varsavia . Contemporaneamente prendeva lezioni di canto da Elżbieta Zapendowska (una delle più famose insegnanti di canto in Polonia). Ha guadagnato la popolarità grazie alla sua partecipazione al reality show Bar.
Nel 2000, all'età di 16 anni, Doda è diventata la cantante di una band rock polacca di nome Virgin.
Il 5 marzo 2005 Doda si è sposata con il calciatore Radosław Majdan da cui ha in seguito divorziato. Sempre nel 2005 ha vinto alFestival internazionale della canzone di Sopot il premio Srebrny Słowik Music.
Nel dicembre 2005 Doda ha posato nuda per l'edizione polacca di Playboy.
Nel 2006 ha prestato la sua voce per il doppiaggio di Asterix e i vichinghi (come Abba) e ha ricevuto il premio Superjedynka al Festival Nazionale della canzone polacca di Opole.
Nel 2007 ha lasciato i Virgin per iniziare la sua carriera solista. Il suo primo album solista pubblicato nel 2007, ha ottenuto il disco d'oro il giorno prima della pubblicazione ufficiale. Nel 2008 il suo album Diamond Bitch ha ottenuto due dischi di platino dopo aver venduto 60 000 copie.
Ha preso parte al reality show TVN Turbo Jazda z Dodą.
Doda ha vinto tre premi ai Viva Comet 2007 nelle seguenti categorie: Female Artist of the Year, Image of the Year, Video of the Year (per videoclip della canzone Katharsis). Agli MTV Europe Music Awards 2007 Doda ha vinto nella categoria Best Polish Act. Ha inoltre ricevuto una Superjedynka ai National Festival of Polish Song in Opole del 2008, come la migliore artista.
Nel 2009 agli MTV Europe Music Awards Doda ha nuovamente vinto nella categoria Best Polish Act.
È membro del Mensa.

## Vita privata
Ha un fratellastro di nome Rafał, nato dal secondo matrimonio della madre, e un fratellastro, Grzegorz, e una sorellastra, Paulina, nati dal secondo matrimonio del padre.
Doda si è sposata con il produttore cinematografico Emil Stępień a Marbella nel 2018 e si è concluso nel 2021.

## Discografia

### Con i Virgin
- 2002 – Virgin
- 2004 – Bimbo
- 2005 – Ficca
- 2016 – Choni

### Solista
- 2007 – Diamond Bitch
- 2011 – 7 pokus głównych
- 2019 – Dorota
- 2022 – Aquaria